# سلمون مرقط سفاح
السلمون المرقط السفاح أو سلمون الباسيفيك السفاح (الاسم العلمي:Oncorhynchus clarkii) (بالإنجليزية: Cutthroat trout)‏ هو نوع من الأسماك يتبع جنس سلمون الباسيفيك من فصيلة السلمونيات. موطنه في المياه الباردة من روافد المحيط الهادئ، جبال روكي، والحوض العظيم في أمريكا الشمالية. بوصفه عضوا من جنسهينوكس، وهو واحد من سمك السلمون المرقط في المحيط الهادئ، وهي المجموعة التي تتوزع على نطاق واسع تشمل تراوت قوس قزح. سمك السلمون المرقط السفاح شعبية ألعاب السمك، خصوصا بين الصيد بالسنارة والذين يتمتعون الطعم الطائر. الاسم الشائع «سفاح» يشير إلى اللون الأحمر المميز على الجانب الأسفل من الفك السفلي. اسم معين كلاركي أعطى لتكريم المستكشف
ويليام كلارك، وشارك الرائد المستكشف لويس وكلارك.
سمك السلمون المرقط السفاح عادة تسكن وتفرخ في الأنهار الضحلة الصغيرة والكبيرة والرائقة بشكل معتدل وأيضا المؤكسجة وتحتوى قيعان الحصى. أنها تتكاثر أيضا في البحيرات العميقة المعتدلة الصافية والباردة، أنهم هم السكان الأصليون في الطمي أو التيار المنحوت والتي هي روافد نموذجية في حوض المحيط الهادي، والحوض الأعظم وجبال روكي. سفاح تفرخ سمك السلمون المرقط في الربيع وربما عن غير قصد ولكن بطبيعة الحال هجن مع سمك السلمون المرقط قوس قزح، وإنتاج خصبة الأونكورينكس. بعض الفصائل من سمك السلمون المرقط سفاح الساحلية (O. c. clarki) تكون شبه مهاجرة.
سلالات عدة من سمك السلمون المرقط سفاح مدرجة حاليا مهددة في نطاقات الأصلية الخاصة بهم بسبب فقدان الموائل والدخيلة من الأنواع غير المحلية. اثنين من السلالات، O. c. alvordensis وO. c. macdonaldi، تعتبر منقرضة. تثار في سمك السلمون المرقط السفاح استعمال المفرخات لاستعادة السكان في مداها الأصلى، وكذلك الأسهم الإقتصادية لبيئات البحيرة غير الأصلية لدعم الصيد. الأنواع نوع سمك السلمون المرقط السفاح والعديد من السلالات هي من أسماك الدولة الرسمية التابعة إلى سبع ولايات غرب الولايات المتحدة.

## التصنيف

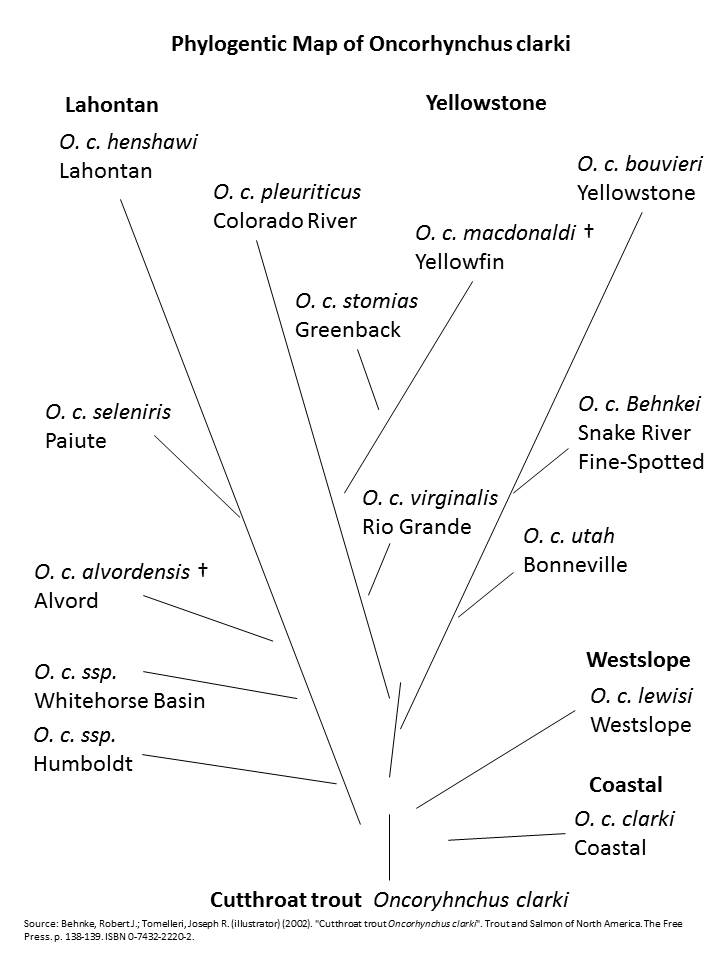
خريطة النشوء والتطور منOncorhynchus clarki

الاسم العلمي لسمك السلمون المرقط السفاح هو Oncorhynchus clarki. كان سمك السلمون المرقط السفاح أول سمك السلمون المرقط سجل في العالم الجديد من قبل الأوروبيين في عام 1541 عندما واجه المستكشف الإسباني فرانسيسكو دي كورونادو الذي سجل رؤية سمك السلمون المرقط في نهر بيكوس بالقرب من سانتا في، نيو مكسيكو. وكانت هذه على الأرجح ريو سمك السلمون المرقط سفاح الكبير (O. c. virginalis) وكان أول وصف الأنواع في المجلات ويليام كلارك من المستكشف من العينات التي تم الحصول عليها خلال لويس وكلارك إكسبيديشن من نهر ميسوري بالقرب من غريت فولز، مونتانا، وكانت هذه على الأرجح سمك السلمون المرقط الأسود، سمك السلمون المرقط السفاح المعتاد
( O. ج. lewisi). باعتبارها واحدة من بعثات لويس وكلارك كان العديد لوصف النباتات والحيوانات التي واجهتها خلال رحلتهم، أعطي سمك السلمون المرقط سفاح اسم  سلمون كلاركي تكريما لويليام كلارك. في عام 1836، وعينة نوع من S. clarki وقد وصفت من قبل العالم الطبيعى جون ريتشاردسون من الروافد السفلى لنهر كولومبيا، على النحو المحدد the «كاتبوطى»، التي ربما كانت نهر لويس كما كانت هناك مولتنومه قرية باسم مماثل في التقاء. وكان هذا النوع هو العينة على الأرجح من سلالات سمك السلمون المرقط السفاح الساحلية  O. ج. كلاركي. حتى 1960، تم جمعها من السكان سمك السلمون المرقط بالأبيض السلمون المرقط السفاح ويلوستون في سلالة واحدة؛ سلمون كلاركي lewisi. علماء الأحياء في وقت لاحق قاموا بتقسيم المجموعة إلى قسمين السلالة، مؤكدين اسم سمك السلمون المرقط سفاح ويست سلوب مع اسم lewisi الذي يكرم المستكشف ميريويذر لويس وإعادة تسمية سمك السلمون المرقط السفاح يلوستون سلمون بوفيرى، الاسم الأول أعطى لسمك السلمون المرقط السفاح يلوستون عن طريق ديفيد ستار الأردن في عام 1883 لتكريم الجيش الأمريكي الكابتن بوفير.

## الوصف
في جميع أنحاء نطاقاتها المحلية والغريبة، سمك السلمون المرقط سفاح تختلف على نطاق واسع في حجمها، والتلون واختيار الموائل. تلوين بهم يمكن أن تتراوح بين الذهبي إلى اللون الرمادي إلى اللون الأخضر على ظهره. عموما يمكن السلمون المرقط سفاح يمكن تمييزها من تراوت قوس قزح من وجود أقواس خيشومية في قاعدة اللسان والفك العلوي الذي يمتد إلى ما بعد الحافة الخلفية من العين. اعتمادا على نوع فرعي، سلالة والبيئة، معظمها علامات خطية حمراء ووردية، أو البرتقالي المميز على طول الجانب السفلي من الفك السفلي وفي الطيات السفلي من اللوحات الخيشومية. هذه العلامات هي المسؤولة عن الاسم الشائع «سفاح»، بالنظر أولا إلى سمك السلمون المرقط الكاتب تشارلز هالوك في مقال 1884 في الأمريكي أنجلر . هذه العلامات ليست فريدة إلى الأنواع، وبعض تراوت قوس قزح الساحلية ( سمك السالمون قوس قزح إريديوس) ونهر كولومبيا سمك السلمون المرقط الشريط الأحمر ( O. م. جيردنيرى) أعداد أيضا تظهر علامات الحلق محمرة أو وردية.
عند النضج، يمكن للأسماك وأنواع مختلفة فرعية من سمك السلمون المرقط السفاح تتراوح بين 6 إلى 40 بوصة (15 إلى 102 سـم) في الطول، اعتمادا على الموائل وتوفر الغذاء.تشغيل أشكال البحر الساحلية متوسط سمك السلمون المرقط السفاح 2 إلى 5 رطل (0.9 إلى 2.3 كـغ). طول وأوزان الأشكال الداخلية الناضجة تختلف على نطاق واسع اعتمادا على بيئتهم الخاصة وتوافر الغذاء. الأسماك التيار الساكنة هي أصغر من ذلك بكثير، 0.4 إلى 3.2 أونصة (11 إلى 91 غ)، بينما أسماك البحيرات تبلغ أوزانا تتراوح بين 12 إلى 17 رطل (5.4 إلى 7.7 كـغ) في الظروف المثالية. أكبر سلالات سمك السلمون المرقط سفاح هو سمك السلمون المرقط سفاح لاهونتان ( O. ج. هنشاوى). هذه الأسماك متوسطها 8 إلى 9 بوصة (20 إلى 23 سـم) في الجداول الصغيرة و8 إلى 22 بوصة (20 إلى 56 سـم) في الأنهار والبحيرات الكبيرة. في بيئات مثالية، لاهونتان سمك السلمون المرقط السفاح يبلغ أوزانا نموذجية من 0.25 إلى 8 رطل (0.11 إلى 3.63 كـغ). سمك السلمون المرقط سفاح الرقم القياسي العالمي هو في لاهونتان 39 بوصة (99 سـم) و41 رطل (19 كـغ).